# Wissenschaftsshow
Wissenschaftsshow war ein monatliches Wissenschafts-Fernsehmagazin des WDR Fernsehens, das von Jean Pütz moderiert wurde, teilweise zusammen mit Co-Moderatoren, u. a. Gabriele Conze. Ranga Yogeshwar stieg zunächst als Mitarbeiter in der sogenannten „Nachrichtenecke“ ein. Später wurde er Co-Moderator und übernahm schließlich die Sendung.

## Sendung
Die Wissenschaftsshow war der Vorgänger der Sendereihe „Quarks & Co“. Wissenschaftliche Themen wurden allgemeinverständlich und unterhaltsam aufbereitet und präsentiert. Das Zuschauen sollte Spaß machen, daher der Begriff Show. Mit ihr wollte Jean Pütz vor allem Menschen ansprechen, die keine speziellen Fachzeitschriften lesen und die trotzdem an Ergebnissen und Trends interessiert sind. Dabei wurden zum Beispiel die Themen Jurassic Park oder exponentielles Bakterienwachstum (dargestellt an Zentnern herabfallenden Sandes von der Studiodecke) besprochen. Enge Zusammenarbeit mit Wissenschaftlern und Technikern garantierte zuverlässige Informationen bei schwierigen und komplexen Themen. 

## Ausstrahlung
Die Wissenschaftsshow wurde seit dem 6. April 1984 vom WDR ausgestrahlt. Die letzte Sendung wurde 1993 produziert; danach sendeten Yogeshwar und Team unter dem neuen Format Quarks & Co.